# 里帕河岸

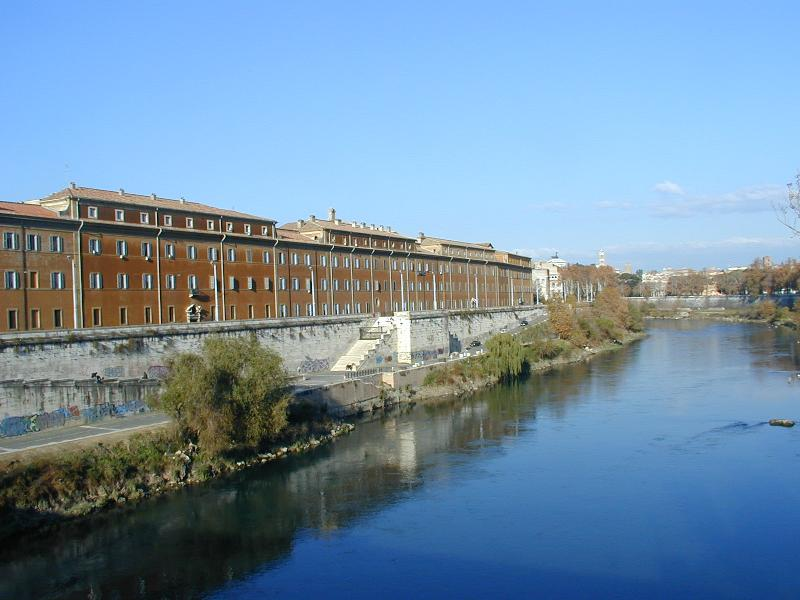

里帕河岸（Lungotevere Ripa）是意大利罗马特拉斯提弗列区的一段台伯河岸，连接帕拉蒂诺桥与里帕大港。
里帕河岸得名于拉丁文“里帕”，意为“岸”。台伯河对岸是里帕区的阿文提诺河岸。里帕河岸定名于1887年7月20日的审议。